# VSE AG
Die VSE Aktiengesellschaft (ehemals Vereinigte Saarländische Elektrizitätswerke) ist ein 1912 in Saarbrücken gegründetes Energieversorgungsunternehmen, das sich im mehrheitlichen Besitz der E.ON befindet. Sie ist zusammen mit ihren Beteiligungen und Partnerunternehmen in den Geschäftsbereichen Energie, Telekommunikation, Liegenschaftsverwaltung, Kaufmännische Dienste sowie Energiedaten- und Zähler-Dienstleistungen hauptsächlich in Südwestdeutschland und Luxemburg tätig.

## Unternehmensgruppe
Der Energieversorger ist Stromerzeuger und -lieferant für Stadt- und Gemeindewerke und Industriekunden. Die VSE Verteilnetz betreibt im Saarland ein Hochspannungsnetz.
Weitere Beteiligungen (Auswahl lt. Website):
- energis: Strom, Gas und Wasser
- artelis: Telekommunikation mit Tochter VSE NET
- FAMIS: Energie- und Ingenieurdienstleistungen sowie Technischer Service für Facilities, Energieanlagen und E-Mobilität
- VOLTARIS: Energie- und Zählerdienstleistungen
- VSE NET: Telekommunikation, Rechenzentrum und Internet

## Kennzahlen
| Einzelnachweis    | VSE-Gruppe    | VSE AG        |
| ----------------- | ------------- | ------------- |
| Umsatzerlöse      | 954 Mio. Euro | 557 Mio. Euro |
| Sachinvestitionen | 36 Mio. Euro  | 5 Mio. Euro   |
| Mitarbeiter       | 1.698         | 299           |
| Stromabgabe       | 6.315 GWh     |               |
| Erdgasabgabe      | 3.067 GWh     |               |